# Setting (Psychologie)
Setting (englisch; „das Setzen, die Anordnung“) bezeichnet das Milieu, die Umgebung, die Situation, die Bedingungen oder das Arrangement.
In der Psychologie wird der Begriff für die spezifische Gestaltung der kontextuellen Bedingungen der Therapie (Bündel von Arbeitsbedingungen, die für die Beantwortung von Fragen oder die Therapie erforderlich sind) verwendet: Einzel- oder Gruppentherapie, die Gestaltung des Therapieraumes, die Rolle des Therapeuten, Techniken, Interventionen und Methoden  usw. Vergleichbares gilt für das Setting in Supervisionen, mit allerdings anderen Techniken und anderen Rollen der Beteiligten. In der Kunsttherapie betrifft das Setting darüber hinaus die Verwendung unterschiedlicher Medien wie Farbe, Ton, Holz, Stein.
In der sozialpsychologischen und therapeutischen Literatur wird besonderer Wert auf die Bedeutung sozioökologischer Faktoren gelegt.